# مقاطعة وستر (فرجينيا الغربية)
مقاطعة وستر هي مقاطعة في فرجينيا الغربية، تتبع فيرجينيا الغربية، بلغ عدد سكانها 9٬154  نسمة، في 2010، عاصمتها ويبستر سبرينغز.

## الموقع
تشترك في الحدود مع:
- مقاطعة لويس (فرجينيا الغربية)
- مقاطعة بوكاهونتاس (فرجينيا الغربية)
- مقاطعة نيكولاس (فرجينيا الغربية)
- مقاطعة راندولف (فرجينيا الغربية)
- مقاطعة غرينبريه (فرجينيا الغربية)
- مقاطعة أوشور (فرجينيا الغربية)
- مقاطعة براكستون (فرجينيا الغربية).